# Juhász Judit (újságíró)
Juhász Judit (Budapest, 1947. november 21. –) magyar újságíró, az 1990-es taxisblokád után kormányszóvivő, a Magyar Művészeti Akadémia sajtófőnöke.

## Élete
Leszkovszky Judit néven a Ferencvárosban, nehéz sorsú munkáscsaládban született, szülei mégis mindent megtettek azért, hogy tanulhasson. A Leőwey Klára Gimnáziumban érettségizett, ahol Andor Ilona kórusában énekelt.
A Magyar Rádió szerkesztő-riportere volt. 1990 májusában Surján László miniszter az újjáalakuló Népjóléti Minisztérium szóvivőjének nevezte ki, majd hamarosan Antall József kormányszóvivője lett.

## Kitüntetései
- SZOT-díj (1987)
- Pethő Sándor-díj (2002)
- Prima Primissima díj (2007)
- Kazinczy-díj (2010)
- Magyar Érdemrend Tisztikeresztje (2011)
- Márton Áron-emlékérem (2017)
- Táncsics Mihály-díj (2018)
- A Magyar Kultúra Lovagja (2021)
- Szent István Emlékérem és Díj (2022)

## Szervezeti tevékenysége
- Az MMA háznagya[2]